# حكومة عبد الله اليافي العاشرة
الحكومة اللبنانية الواحدة والأربعون بعد الاستقلال، والسابعة بعهد الرئيس شارل حلو وهي الحكومة العاشرة التي يترأسها عبد الله اليافي (الثامنة بعد الاستقلال). شكلت الحكومة بتاريخ 12 تشرين الأول / أكتوبر 1968، واستقالت بتاريخ 20 تشرين الأول / أكتوبر 1968، ولم تمثل أمام المجلس النيابي لأخذ الثقة.

## أعضاء الحكومة
- عبد الله اليافي رئيساً لمجلس الوزراء ووزيراً للداخلية.
- فؤاد نقولا غصن نائباً لرئيس مجلس الوزراء ووزيراً للأنباء ووزيراً للبريد والبرق والهاتف.
- سليمان فرنجية وزيراً للأشغال العامة والنقل ووزيراً للتصميم العام.
- نصري معلوف وزيراً للاقتصاد الوطني ووزيراً للعمل والشئون الاجتماعية.
- علي عرب وزيراً للخارجية والمغتربين ووزيراً للسياحة.
- مجيد أرسلان وزيراً للدفاع الوطني ووزيراً للعدل.
- أنور أحمد الخطيب وزيراً للزراعة ووزيراً للموارد المائية والكهربائية.
- بيار الجميل وزيراً للصحة العامة ووزيراً للمالية.

## وصلات خارجية
- موقع رئاسة مجلس الوزراء الرسمي